# Philippe Sizaire
 (octobre 2010).
Si vous disposez d'ouvrages ou d'articles de référence ou si vous connaissez des sites web de qualité traitant du thème abordé ici, merci de compléter l'article en donnant les références utiles à sa vérifiabilité et en les liant à la section « Notes et références ».
Philippe Sizaire est conteur, parolier, auteur et adaptateur de théâtre.

## Biographie
Parolier de chansons (entre autres interprètes, pour Serge Reggiani), journaliste littéraire (pour les revues Le Matricule des Anges, Prétexte, Calamar, Le Nouveau Recueil), et journaliste de la presse musicale (pour la revue Notes publiée par la SACEM, puis pour le magazine chanson Hexagone), Philippe Sizaire crée en 2002 la compagnie nantaise aiMe les mots dits (conte, théâtre, chanson).
Il écrit et crée dix-huit spectacles entre 2002 et 2024, joués par lui ou d'autres conteurs, comédiens ou interprètes, plus de 1200 fois en France, Belgique, Suisse, Allemagne, Irlande, Roumanie, Pologne, au Danemark, au Monténégro, au Mexique, ainsi que régulièrement au Québec.
Il développe sa pratique artistique en s'initiant au Jinen Butoh avec le chorégraphe japonais Atsushi Takenouchi, et en travaillant le langage du corps sous la direction de la danseuse et chorégraphe lapone Alphéa Pouget.
Il est à son tour formateur. Il développe au fil des années une méthode originale (« la parole vivante ») qui mêle des techniques empruntées au théâtre, à la danse butoh, au clown, au théâtre d'objet, et aux arts traditionnels de la parole.
Il assure également la direction de chantiers de paroles interculturels, où il accompagne des étudiants et enseignants dans l'apprentissage du français langue étrangère en utilisant les techniques du conte.
Il lance en France et en Belgique les projets  « contes en bal » (mêlant contes, chanson, et bal) et « contes sans domicile fixe » (qui réintroduit musique et oralité dans les lieux de vie), signe la mise en scène de groupes de chanson française et plusieurs créations ou adaptations pour le théâtre.
Son travail manifeste une volonté de renouvellement et de questionnement de l'art de dire. Il privilégie le travail du corps, la recherche d'une écriture orale originale, et le rapport direct et engagé avec le public, au croisement des disciplines (conte, musique, chanson et danse).

## Spectacles de théâtre, chanson et conte
- L'arbre à surprises, création jeune public 2025, spectacle de contes, musique et chansons, interprété par Philippe Sizaire aux histoires et Tania Wyss aux chansons et ukulele.
- Brassens en contrebande, création 2024, spectacle de contes et chansons autour du répertoire de Georges Brassens, interprété par Philippe Sizaire aux histoires et au chant, et Naira Andrade aux cuatro et au chant.
- Quelque part, n'importe où, création 2018, spectacle de contes et accordéon diatonique, interprété par Philippe Sizaire aux histoires et Sophie Cavez à l'accordéon diatonique. Le spectacle donne naissance en 2020 à un disque.
- Une petite place, création jeune public 2017, écrit par Philippe Sizaire et créé par le Théâtre d'ici ou d'Ailleursavril 2008. Interprété par Elodie Retière et Cédric Cartier.
- Femmes du Fleuve, création 2016, spectacle de contes, chansons et musiques d'Amérique Latine, interprété par Philippe Sizaire aux histoires et au chant, et Naira Andrade aux cuatro, accordéons, guitare, bombo, flûte de pan, percussions et chant. Mise en jeu : Elodie Retière.
- Histoire en Boîte, création 2015, spectacle de contes, objets, marionnettes et musique, avec Philippe Sizaire aux contes et objets, et Emmanuelle Gros aux contes, marionnettes, objets. Musique de Pierre Bourgoin. Scénographie : Vincent Bourcier et Emmanuelle Gros. Mise en jeu : Elodie Retière.
- Qui Perd Gagne, création 2014, contes adultes, par Philippe Sizaire, accompagné par Auguste Harlé au violoncelle. Mise en jeu : Elodie Retière.
- Café Quincaille, spectacle de chansons créé par Dalèle en novembre 2010, textes de Philippe Sizaire, musiques de Dalèle Muller, Christian Vieussens, Guillaume Lopez, Philippe Yvron, Rolland Martinez, Thierry Roques.
- Contes en bal, spectacle de contes en musique suivi d'un bal folk, créé en 2009. Interprété par Philippe Sizaire et de nombreux musiciens en alternance.
- Histoire(s), contes adultes, écrit par Philippe Sizaire et créé par le Théâtre d'ici ou d'Ailleurs en avril 2008.
- Mouchu, spectacle jeune public écrit par Philippe Sizaire et créé par le Théâtre d'ici ou d'Ailleurs en 2008.
- Le Grand tout, théâtre, écrit par Philippe Sizaire d'après Octave Mirbeau, et créé par Bernard Froutin en janvier 2008.
- Les Petits Plaisirs, contes adultes, créé en 2006 par Philippe Sizaire avec Dalèle Muller à l'accordéon. Mise en jeu : Elodie Retière.
- La Fourmi qui par amour essayait de déplacer la montagne, contes jeune public et familial, créé en 2006 par Philippe Sizaire avec Dalèle Muller à l'accordéon.
- Histoires qu’on sème, contes adultes, créé en 2004 par Philippe Sizaire avec Karine Germaix à l'accordéon ; reprise en 2008/2009 avec Dalèle Muller à l'accordéon..
- La Femme oiseau, Paroles d'esclaves, contes adultes et jeune public, créé en 2004 par Philippe Sizaire avec Cédric Cartier à la guitare. Mise en jeu : Elodie Retière.
- C’est mieux ailleurs, contes adultes, créé en 2002 par Philippe Sizaire avec Laurent Peuzé au diatonique et Liz Cherhal au chromatique. Mise en jeu : Elodie Retière.
- La Souris dans le gant de boxe, spectacle jeune public créé en 2002 par Philippe Sizaire avec Laurent Peuzé au diatonique.

## Chansons
Philippe Sizaire est l'auteur de quatre textes enregistrés par Serge Reggiani : Vingt ans, Le monde en récompense, Au Bar de l'Arbre sec, Tomber.
Il signe en 2010 treize nouvelles chansons pour la chanteuse Dalèle (Café Quincaille), et participe en qualité d'auteur au spectacle de 2015 Comment réussir ses échecs amoureux.
De 1990 à 1996, puis de 2020 à aujourd'hui, il fait partie de l'atelier-spectacle Les Stylomaniaques dirigé par le parolier Claude Lemesle.
Il chante accompagné par Paco Ibáñez ou Joël Favreau à la guitare au début des années 1990.

## Livres
- Petit Corbeau. Un conte original de Philippe Sizaire, illustré par Louise de Contes. Publié en 2023 aux éditions Auzas.
- Le Lac Yishihama. Texte de Philippe Sizaire, illustrations de Louise de Contes. Loupiotte Éditions, 2013. Nouvelle édition 2020 avec de nouvelles illustrations.
- Nuage Gris. Un conte original de Philippe Sizaire, illustré par Flora Delalande. Publié en 2018 au Temps des Rêves.
- L'Orniculteur. Un conte original de Philippe Sizaire, illustré par Louise de Contes. Publié en 2017 chez Un café, l'édition.
- Le Pays où la mort n'entre pas. Texte de Philippe Sizaire, illustrations de Louise de Contes. Un Café, l'Edition, 2015. (Le livre est épuisé)

## Disque
- Au Pays de Quelque Part. Disque de contes en musique (pochette cousue main) sorti en 2020. Enregistré avec Sophie Cavez à l'accordéon diatonique.